# Miel de la Alcarria (obra de teatro)
Miel de la Alcarria es una obra de teatro del español José Feliu y Codina, estrenada en 1895.

## Descripción
La obra, escrita por el dramaturgo José Feliu y Codina, fue estrenado el 8 de enero de 1895 en el Teatro de la Comedia de Madrid, con un elenco de actores que incluía a Carmen Cobeña, Emilio Thuillier, Emilio Mario, Miguel Cepillo, Francisco García Ortega y Sofía Alverá. La trama de la obra, dividida en tres actos, está ambientada en la comarca de La Alcarria.